# Opération Justice rendue
L'Opération Justice rendue (Operation Accountability) ou « guerre des Sept-Jours » est une opération militaire israélienne qui s'est déroulée du 25 au 31 juillet 1993 au Liban-Sud contre le Hezbollah et le Front populaire de libération de la Palestine-Commandement général. Elle a été lancée en réaction aux tirs de roquettes répétées contre les villages israéliens près de la frontière et les attaques contre les troupes israéliennes déployées dans le Sud Liban occupé.

## Avant l'opération
Le 10 juillet 1993, le Hezbollah lance une attaque dans une zone du Liban du Sud contrôlé par Israël, tuant cinq soldats israéliens. Le Premier ministre israélien, Yitzhak Rabin, demande alors à la Syrie de maîtriser le Hezbollah. Israël se décide cependant à lancer l'Opération Justice rendue.

## Déroulement
Après avoir évalué qu'une incursion terrestre majeure conduirait à d'importantes pertes israéliennes, un plan de bombardements par l'artillerie et l'aviation a été adoptée par l'armée de défense d'Israël dans le but d'éradiquer la menace posée par le Hezbollah et la guérilla palestinienne. Son objectif secondaire était de perturber la vie civile et forcer la population à fuir vers le nord (vers Beyrouth) avec l'intention de monter les civils contre le Hezbollah, ce qui oblige les gouvernements libanais et syrien à prendre des mesures pour lutter contre les activités du Hezbollah.
L'Armée du Liban Sud a soutenu cette offensive, donné par radio les consignes d'évacuation à la population et indiqué les zones qui allaient être bombardées.
Toutefois, l'objectif d'Israël de forcer les civils à faire pression sur Beyrouth a été un échec. Israël a été mondialement condamné et le Hezbollah en est sorti inébranlable. Un cessez-le-feu est négocié par les États-Unis au bout d'une semaine de combat, sous une forme d'un accord oral selon lequel Israël a accepté de s'abstenir d'attaquer des cibles civiles au Liban tandis que le Hezbollah s'engage à cesser les tirs de roquettes sur le nord d'Israël.

## Divers
Cette opération est le baptême du feu de Hassan Nasrallah.

## Bilans
L'offensive a fait, selon un article de 2006, 132 tués dont entre 118 et 120 morts civils et provoqué l'exode temporaire d'environ 300 000 libanais et réfugiés palestiniens, les pertes du Hezbollah étant de 50 tués selon le gouvernement israélien et de 8 selon le gouvernement libanais. De graves dégâts furent causés aux infrastructures du Liban-Sud, destructions qui valurent à Israël des critiques internationales. Pendant cette opération, un soldat israélien fut tué et trois autres blessés, 2 civils israéliens furent tués et 13 autres blessés.
Le cessez-le-feu ne fut pas totalement respecté conduisant à l'opération Raisins de la colère en 1996.